# Convoi HX 34
Le convoi HX 34 est un convoi passant dans l'Atlantique nord, pendant la Seconde Guerre mondiale. Il part de Halifax au Canada le 10 avril 1940 pour différents ports du Royaume-Uni et de la France. Il arrive à Liverpool le 26 avril 1940.

## Composition du convoi
Ce convoi est constitué de 28 cargos :
- Royaume-Uni : 25 cargos
- Panama : 1 cargo
- Grèce : 1 cargo
- Estonie : 1 cargo

## L'escorte
Ce convoi est escorté en début de parcours par :
- les destroyers canadiens : HMCS Ottawa, NCSM Saguenay et HMCS Restigouche
- Un cuirassé britannique : HMS Royal Sovereign

## Le voyage
Les destroyers canadiens quittent le convoi le 11 avril. Le cuirassé reste jusqu'au 20 avril. Le 23 avril, deux destroyers HMS Warwick (en) et HMS Windsor (en) rejoignent le convoi.
Le 28 avril, vers 1h40 du matin, le cargo britannique Scottish American est touché par une torpille lancée par le sous marin allemand U-13 (58° 41′ N, 4° 40′ O). Le sous marin n'ayant plus de torpille, il laisse le cargo partir. Celui-ci est remorqué par le HMS Northern Reward, jusqu'au Loch Eriboll.
Le cargo Seminole est touché par une mine[réf. nécessaire].
Le reste du convoi arrive sans problème.